# Koninklijke Olvac
Koninklijke OLVAC is een Belgische amateurclub uit Edegem, Antwerpen. Op 31 oktober 1957 werd de voetbalclub opgericht door een groep oud-leerlingen van het Onze-Lieve-Vrouwecollege. In 2007 ontving Olvac voor zijn 50-jarig bestaan een ere-titel toegekend door  Albert II van België. Vanaf dan zou de club 'Koninklijke OLVAC' heten.
Thuiswedstrijden worden afgewerkt op het sportcomplex Mariënborgh. Hier heeft de club 3 velden, waaronder 2 kunstgrasterreinen.
Koninklijke OLVAC bevat op op dit ogenblik heel wat ploegen in verschillende caregorieën. Seniorenploegen, jeugdploegen en meisjesploegen. Sedert 2015-2016 heeft Olvac ook een Bloso-licentie voor het aanbieden van Multimove aan kinderen jonger dan 6.
Kon. Olvac was tot 2018 actief in de ere-afdeling van het Koninklijke Vlaamse Voetbalbond. 
Sinds het seizoen 2018-2019 maakt Olvac samen met de andere ploegen uit de Koninklijke Vlaamse Voetbalbond de overstap naar Voetbal Vlaanderen. Hier zullen de jeugdploegen aantreden in het gewestelijke voetbal, de senioren in de verschillende Recrea-reeksen.

## Competitieresultaten fanion-elftal 2000–2019
| 1 Tweede Afdeling B |

| 6 Eerste Afdeling |

| 7 Eerste Afdeling |

| 5 Eerste Afdeling |

| 3 Eerste Afdeling |

| 3 Eerste Afdeling |

| 4 Eerste Afdeling |

| 3 Eerste Afdeling |

| 1 Eerste Afdeling |

| 7 Ere-afdeling |

| 5 Ere-afdeling |

| 2 Ere-afdeling |

| 9 Ere-afdeling |

| 10 Ere-afdeling |

| 8 Ere-afdeling |

| 6 Ere-afdeling |

| 3 Ere-afdeling |

| 3 Ere-afdeling |

| 3 Ere-afdeling |

| 3 Recrea SD Mannen |

| 1 Recrea SD Mannen |